# Landschaftsschutzgebiet Grünlandkomplex östlich Hollenstein
Das Landschaftsschutzgebiet Grünlandkomplex östlich Hollenstein mit etwa 8,1 Hektar Flächengröße liegt im Stadtgebiet Bad Salzuflen. Es wurde 2004 mit dem Landschaftsplan „Bad Salzuflen“ durch den Kreistag des Kreises Lippe als Landschaftsschutzgebiet (LSG) ausgewiesen.

## Beschreibung
Das Landschaftsschutzgebiet liegt bei Hollenstein. Südlich grenzt ein Bauernhof direkt an. Die Heldmanstraße grenzt westlich an das LSG. Das LSG umfasst einen Grünlandbereich mit zahlreichen eingestreuten Feldgehölzen.
Der Landschaftsplan schreibt zum LSG: „Bei dem Landschaftsschutzgebiet handelt es sich überwiegend um Fettweidenbereiche auf einem flach nach Süden geneigten Hang unterhalb eines in Kuppenlage stehenden Laubwaldstreifens. Der überwiegend aus Buchen, teilweise aus Birken bestehende Waldbereich ist in die Weidenutzung einbezogen und weist teilweise hudewaldähnlichen Charakter auf. Nach Süden in Richtung Heldmanstraße schließt ein Kerbtalbereich mit angrenzenden Obstgehölzstreifen und Obstwiesen an. Am Nordrand des Schutzgebietes liegt ein schmales, teilweise mit Laubgehölzen bestandenes Siek, dem mehrere gut ausgeprägte Schlehen-Weißdorngebüsche sowie Feldgehölzstreifen benachbart sind. Das Siek ist besonders durch Verfüllung bedroht.“

## Schutzzwecke für das LSG
Laut Landschaftsplan erfolgte die Ausweisung des LSG:
- „zur Erhaltung und Wiederherstellung der Leistungsfähigkeit des Naturhaushaltes in ökologisch besonders wertvoll strukturierten Bereichen mit Wasser-, Klima- und Biotopschutzfunktionen,“
- „zur Erhaltung und Wiederherstellung von Quellbereichen und naturnahen Fließgewässern, Wald- und Grünlandbereichen unterschiedlicher Feuchtestufen, Feldgehölzen, Hecken und Obstwiesen,“
- „zur Erhaltung morphologisch ausgeprägter Bereiche zur Sicherung der landschaftlichen Eigenart und Vielfalt für die Erholung,“
- „zur Erhaltung wertvoller Biotopkomplexe aus Wald-Grünlandbereichen, Fließgewässern und Quellen sowie Biotopen nach § 62 LG mit wichtigen Refugial-, Puffer-, Trittstein- und Vernetzungsfunktionen,“
- „zur Erhaltung und Wiederherstellung wichtiger Rückzugsräume für die bedrohte Tier- und Pflanzenwelt,“
- „zur Sicherung der das Orts- und Landschaftsbild gliedernden und belebenden und die dörflichen Siedlungsstrukturen prägenden Freiraumelemente.“[1]

## Rechtliche Vorschriften
Im Landschaftsschutzgebiet ist unter anderem das Errichten bzw. Anlegen von Bauten und Fischteichen verboten. Grün- und Brachland darf nicht in eine andere Nutzungsart umgewandelt oder umgebrochen werden. Es ist ferner verboten Hunde frei laufen zu lassen. Vom Verbot ist Hundeeinsatz bei der ordnungsgemäßen Jagd, auf Hof- und Gartenbereichen und der Einsatz von Hütehunden ausgenommen.